# Nematocarcinus combensis
Nematocarcinus combensis is een garnalensoort uit de familie van de Nematocarcinidae. De wetenschappelijke naam van de soort is voor het eerst geldig gepubliceerd in 2000 door Burukovsky.